# Elezioni comunali in Sardegna del 1995
Il 23 aprile 1995 (con ballottaggio il 7 maggio) e il 19 novembre (con ballottaggio il 3 dicembre) in Sardegna si tennero le elezioni per il rinnovo di numerosi consigli comunali.

## Riepilogo Sindaci Eletti
| Provincia | Comune | Sindaco uscente | Sindaco uscente        | Sindaco eletto | Sindaco eletto         | Primo turno | Primo turno      | Secondo turno | Secondo turno | Seggi   |        |       |         |
| --------- | ------ | --------------- | ---------------------- | -------------- | ---------------------- | ----------- | ---------------- | ------------- | ------------- | ------- | ------ | ----- | ------- |
| Provincia | Comune | Sassari         | Sassari                |                | Giacomo Spissu (SI)    |             | Anna Sanna (PDS) | 30.914        | 40,06         | Seggi   | 38.215 | 58,27 | 24 / 40 |
| Olbia     |        | Sassari         | Giulio Careddu (PPI)   |                | Giommaria Uggias (PPI) | 9.631       | 38,88            | 11.664        | 50,77         | 18 / 30 |        |       |         |
| Nuoro     | Nuoro  |                 | Francesco Zuddas (PLI) |                | Carlo Forteleoni (PPI) | 13.962      | 58,12            | _             | _             | 25 / 40 |        |       |         |

## Elezioni dell'aprile 1995

### Provincia di Nuoro

#### Nuoro
|                                    | Carlo Forteleoni ✔️ Sindaco | 13 962               | 58,12 | Popolari                             | 4 755  | 20,79 | 9  |  |  |
| Partito Democratico della Sinistra | Carlo Forteleoni ✔️ Sindaco | 13 962               | 58,12 | 4 567                                | 19,97  | 9     |    |  |  |
| Federazione Democratica            | Carlo Forteleoni ✔️ Sindaco | 13 962               | 58,12 | 2 973                                | 13,00  | 5     |    |  |  |
| Patto dei Democratici              | Carlo Forteleoni ✔️ Sindaco | 13 962               | 58,12 | 1 514                                | 6,62   | 2     |    |  |  |
|                                    | Francesco Zuddas            | 5 957                | 24,80 | Forza Italia - Il Polo Popolare      | 3 403  | 14,88 | 5  |  |  |
| Alleanza Nazionale                 | Francesco Zuddas            | 5 957                | 24,80 | 1 956                                | 8,55   | 3     |    |  |  |
| Seggio di coalizione               | Seggio di coalizione        | Seggio di coalizione | 24,80 | 1                                    |        |       |    |  |  |
|                                    | Giuseppe Pintori            | 2 531                | 10,54 | Partito della Rifondazione Comunista | 2 414  | 10,55 | 3  |  |  |
| Seggio di coalizione               | Seggio di coalizione        | Seggio di coalizione | 10,54 | 1                                    |        |       |    |  |  |
|                                    | Angelo Caria                | 1 574                | 6,55  | Sardigna Natzione                    | 1 289  | 5,64  | 1  |  |  |
| Seggio di coalizione               | Seggio di coalizione        | Seggio di coalizione | 6,55  | 1                                    |        |       |    |  |  |
| Totale                             | Totale                      | 24 024               | 100   |                                      | 22 871 | 100   | 40 |  |  |
|                                    |                             |                      |       |                                      |        |       |    |  |  |
| Fonte: Ministero dell'interno      |                             |                      |       |                                      |        |       |    |  |  |

### Provincia di Sassari

#### Sassari
| Candidati                     | Candidati             | II turno             | II turno           | I turno | I turno | Liste                                | Voti   | %     | Seggi |
| Candidati                     | Candidati             | Voti                 | %                  | Voti    | %       | Liste                                | Voti   | %     | Seggi |
| ----------------------------- | --------------------- | -------------------- | ------------------ | ------- | ------- | ------------------------------------ | ------ | ----- | ----- |
|                               | Anna Sanna ✔️ Sindaco | 38 215               | 58,27              | 30 914  | 40,06   | Partito Democratico della Sinistra   | 12 721 | 17,88 | 10    |
| Partito Sardo d'Azione        | Anna Sanna ✔️ Sindaco | 38 215               | 58,27              | 30 914  | 40,06   | 5 859                                | 8,24   | 5     |       |
| Patto dei Democratici         | Anna Sanna ✔️ Sindaco | 38 215               | 58,27              | 30 914  | 40,06   | 4 686                                | 6,59   | 4     |       |
| Popolari                      | Anna Sanna ✔️ Sindaco | 38 215               | 58,27              | 30 914  | 40,06   | 4 661                                | 6,55   | 4     |       |
| Federazione Democratica       | Anna Sanna ✔️ Sindaco | 38 215               | 58,27              | 30 914  | 40,06   | 2 124                                | 2,99   | 1     |       |
|                               | Mario Manca           | 27 368               | 41,73              | 22 041  | 28,56   | Forza Italia - Il Polo Popolare      | 12 083 | 16,99 | 4     |
| Alleanza Nazionale            | Mario Manca           | 27 368               | 41,73              | 22 041  | 28,56   | 7 755                                | 10,90  | 3     |       |
| Seggio di coalizione          | Seggio di coalizione  | Seggio di coalizione | 41,73              | 22 041  | 28,56   | 1                                    |        |       |       |
|                               | Giacomo Spissu        | Giacomo Spissu       | Giacomo Spissu     | 14 250  | 18,47   | Lista Civica                         | 11 324 | 15,92 | 4     |
| Seggio di coalizione          | Seggio di coalizione  | Seggio di coalizione | Giacomo Spissu     | 14 250  | 18,47   | 1                                    |        |       |       |
|                               | Maria Luisa Porcu     | Maria Luisa Porcu    | Maria Luisa Porcu  | 4 346   | 5,63    | Lista Civica                         | 4 415  | 6,21  | 1     |
| Seggio di coalizione          | Seggio di coalizione  | Seggio di coalizione | Maria Luisa Porcu  | 4 346   | 5,63    | 1                                    |        |       |       |
|                               | Giuseppe Doneddu      | Giuseppe Doneddu     | Giuseppe Doneddu   | 2 826   | 3,66    | Partito della Rifondazione Comunista | 2 844  | 4,00  | –     |
| Seggio di coalizione          | Seggio di coalizione  | Seggio di coalizione | Giuseppe Doneddu   | 2 826   | 3,66    | 1                                    |        |       |       |
|                               | Massimiliano Nappi    | Massimiliano Nappi   | Massimiliano Nappi | 1 087   | 1,41    | Lista Civica di Sinistra             | 996    | 1,40  | –     |
|                               | Giovanni Dionisi      | Giovanni Dionisi     | Giovanni Dionisi   | 1 030   | 1,33    | Federazione dei Verdi                | 991    | 1,39  | –     |
|                               | Salvatorica Cadau     | Salvatorica Cadau    | Salvatorica Cadau  | 679     | 0,88    | Lista Civica                         | 709    | 1,00  | –     |
| Totale                        | Totale                | 65 583               | 100                | 77 173  | 100     |                                      | 71 138 | 100   | 40    |
|                               |                       |                      |                    |         |         |                                      |        |       |       |
| Fonte: Ministero dell'interno |                       |                      |                    |         |         |                                      |        |       |       |

#### Olbia
| Candidati                     | Candidati                   | II turno             | II turno         | I turno | I turno | Liste                        | Voti   | %     | Seggi |
| Candidati                     | Candidati                   | Voti                 | %                | Voti    | %       | Liste                        | Voti   | %     | Seggi |
| ----------------------------- | --------------------------- | -------------------- | ---------------- | ------- | ------- | ---------------------------- | ------ | ----- | ----- |
|                               | Giommaria Uggias ✔️ Sindaco | 11 664               | 50,77            | 9 631   | 38,88   | Progressisti                 | 5 113  | 22,68 | 10    |
| Partito Popolare Italiano     | Giommaria Uggias ✔️ Sindaco | 11 664               | 50,77            | 9 631   | 38,88   | 3 940                        | 17,48  | 8     |       |
|                               | Vinicio Putzu               | 11 309               | 49,23            | 9 610   | 38,80   | Forza Italia                 | 4 926  | 21,85 | 4     |
| Alleanza Nazionale            | Vinicio Putzu               | 11 309               | 49,23            | 9 610   | 38,80   | 3 254                        | 14,43  | 3     |       |
| Seggio di coalizione          | Seggio di coalizione        | Seggio di coalizione | 49,23            | 9 610   | 38,80   | 1                            |        |       |       |
|                               | Matteo Moro                 | Matteo Moro          | Matteo Moro      | 2 316   | 9,35    | Lista Civica di Centro       | 2 038  | 9,04  | 1     |
| Seggio di coalizione          | Seggio di coalizione        | Seggio di coalizione | Matteo Moro      | 2 316   | 9,35    | 1                            |        |       |       |
|                               | Giovanni Appeddu            | Giovanni Appeddu     | Giovanni Appeddu | 1 842   | 7,44    | Centro Cristiano Democratico | 1 956  | 8,68  | –     |
| Seggio di coalizione          | Seggio di coalizione        | Seggio di coalizione | Giovanni Appeddu | 1 842   | 7,44    | 1                            |        |       |       |
|                               | Giovanni Sanna              | Giovanni Sanna       | Giovanni Sanna   | 1 371   | 5,53    | Lista Civica                 | 1 318  | 5,85  | –     |
| Seggio di coalizione          | Seggio di coalizione        | Seggio di coalizione | Giovanni Sanna   | 1 371   | 5,53    | 1                            |        |       |       |
| Totale                        | Totale                      | 22 973               | 100              | 24 770  | 100     |                              | 22 545 | 100   | 30    |
|                               |                             |                      |                  |         |         |                              |        |       |       |
| Fonte: Ministero dell'interno |                             |                      |                  |         |         |                              |        |       |       |